# Agrotis euxoides
Agrotis euxoides är en fjärilsart som beskrevs av Rothschild 1920. Agrotis euxoides ingår i släktet Agrotis och familjen nattflyn. Inga underarter finns listade i Catalogue of Life.